# Raphael Assunção
Raphael O. Assunção (Recife, 19 de julho de 1982) é um lutador de MMA brasileiro que compete no Peso Galo do Ultimate Fighting Championship. Assunção é classificado como 9º lugar do ranking de Galos do UFC.

## Carreira no MMA

### World Extreme Cagefighting
Assunção se juntou ao WEC em 2009, com um cartel profissional de 12 vitórias e 1 derrota. Ele fez sua estreia no WEC em 5 abril de 2009 no WEC 40, derrotou Jameel Massouh por decisão unânime.
Ele prossegui no WEC com uma vitória contra Yves Jabouin em 2 de setembro de 2009 no WEC 43, por decisão dividida.
Assunção foi derrotado por Urijah Faber por finalização no terceiro round em 10 de janeiro de 2010 no WEC 46.
Assunção em seguida, enfrentou Diego Nunes em 20 de junho de 2010 no WEC 49. Perdeu a luta por decisão dividida.
Assunção derrotou LC Davis por decisão unânime em 10 de novembro de 2010 no WEC 52.

### Ultimate Fighting Championship
Em 28 de outubro de 2010, World Extreme Cagefighting se fundiu com o Ultimate Fighting Championship. Como parte da fusão, todos os lutadores do WEC foram transferidos para o UFC.
Assunção era esperado para enfrentar Manny Gamburyan em 19 de março de 2011 no UFC 128, porém Gamburyan foi forçado a deixar a luta com uma lesão nas costas e substituído por Erik Koch, perdeu a luta por Nocaute no primeiro round.
Assunção enfrentou em seguida o estreante do UFC Johnny Eduardo em 27 de agosto de 2011, no UFC 134, venceu a luta por decisão unânime e ficou fora por 6 meses com uma possível fratura nasal.
Assunção derrotou Issei Tamura por Nocaute Técnico no segundo round em 11 de julho de 2012 no UFC on Fuel TV: Muñoz vs. Weidman.
Assunção enfrentou Mike Easton em 8 de dezembro de 2012 no UFC on Fox: Henderson vs. Diaz, substituindo o lesionado Bryan Caraway. Ele venceu a luta por decisão unânime.
Assunção enfrentou Vaughan Lee em 8 de junho de 2013 no UFC on Fuel TV: Nogueira vs. Werdum e venceu por finalização no segundo round.
Assunção derrotou T.J. Dillashaw em 8 de outubro de 2013 no UFC Fight Night: Maia vs. Shields por uma polêmica decisão dividida. 10 críticos especializados marcaram a vitória de TJ, e apenas 3 deram a luta para Assunção. 
Assunção era esperado para enfrentar Francisco Rivera em 22 de fevereiro de 2014 no UFC 170, porém, uma lesão tirou Rivera do evento. Ele foi substituído por Pedro Munhoz. Assunção venceu por decisão unânime.
Assunção então derrotou Bryan Caraway por decisão unânime em 4 de Outubro de 2014 no UFC Fight Night: MacDonald vs. Saffiedine.
Assunção foi derrotado pelo ex-campeão T.J. Dillashaw no UFC 200 no dia 9 de julho de 2016, em uma decisão unânime dos juízes.

## Cartel no MMA
| Cartel no MMA   |             |            |
| 36 lutas        | 27 vitórias | 9 derrotas |
| Por nocaute     | 4           | 3          |
| Por finalização | 10          | 2          |
| Por decisão     | 13          | 4          |

| Res.    | Cartel | Oponente           | Método                       | Evento                                    | Data       | Round | Tempo | Local                      | Notas                              |
| ------- | ------ | ------------------ | ---------------------------- | ----------------------------------------- | ---------- | ----- | ----- | -------------------------- | ---------------------------------- |
| Derrota | 27-9   | Ricky Simon        | Nocaute (soco)               | UFC Fight Night: Lewis vs. Daukaus        | 18/12/2021 | 2     | 2:14  | Las Vegas, Nevada          |                                    |
| Derrota | 27-8   | Cody Garbrandt     | Nocaute (soco)               | UFC 250: Nunes vs. Spencer                | 06/06/2020 | 2     | 4:59  | Las Vegas, Nevada          |                                    |
| Derrota | 27-7   | Cory Sandhagen     | Decisão (unânime)            | UFC 241: Cormier vs. Miocic II            | 17/08/2019 | 3     | 5:00  | Anaheim, Califórnia        |                                    |
| Derrota | 27-6   | Marlon Moraes      | Finalização (guilhotina)     | UFC Fight Night: Assunção vs. Moraes II   | 02/02/2019 | 1     | 3:17  | Fortaleza                  |                                    |
| Vitória | 27-5   | Rob Font           | Decisão (unânime)            | UFC 226: Miocic vs. Cormier               | 07/07/2018 | 3     | 5:00  | Las Vegas, Nevada          |                                    |
| Vitória | 26-5   | Matthew Lopez      | Nocaute (soco)               | UFC Fight Night: Poirier vs. Pettis       | 11/11/2017 | 3     | 1:50  | Norfolk, Virginia          |                                    |
| Vitória | 25-5   | Marlon Moraes      | Decisão (dividida)           | UFC 212: Aldo vs. Holloway                | 03/06/2017 | 3     | 5:00  | Rio de Janeiro             |                                    |
| Vitória | 24-5   | Aljamain Sterling  | Decisão (dividida)           | UFC on Fox: Shevchenko vs. Peña           | 28/01/2017 | 3     | 5:00  | Denver, Colorado           |                                    |
| Derrota | 23-5   | TJ Dillashaw       | Decisão (unânime)            | UFC 200: Tate vs. Nunes                   | 09/07/2016 | 3     | 5:00  | Las Vegas, Nevada          |                                    |
| Vitória | 23-4   | Bryan Caraway      | Decisão (unânime)            | UFC Fight Night: MacDonald vs. Saffiedine | 04/10/2014 | 3     | 5:00  | Halifax, Nova Scotia       |                                    |
| Vitória | 22-4   | Pedro Munhoz       | Decisão (unânime)            | UFC 170: Rousey vs. McMann                | 22/02/2014 | 3     | 5:00  | Las Vegas, Nevada          |                                    |
| Vitória | 21-4   | T.J. Dillashaw     | Decisão (dividida)           | UFC Fight Night: Maia vs. Shields         | 09/10/2013 | 3     | 5:00  | Barueri                    | Luta da Noite                      |
| Vitória | 20-4   | Vaughan Lee        | Finalização (chave de braço) | UFC on Fuel TV: Nogueira vs. Werdum       | 08/06/2013 | 2     | 1:51  | Fortaleza                  |                                    |
| Vitória | 19-4   | Mike Easton        | Decisão (unânime)            | UFC on Fox: Henderson vs. Diaz            | 08/12/2012 | 3     | 5:00  | Seattle, Washington        |                                    |
| Vitória | 18-4   | Issei Tamura       | Nocaute Técnico (socos)      | UFC on Fuel TV: Muñoz vs. Weidman         | 11/07/2012 | 2     | 0:25  | San Jose, California       |                                    |
| Vitória | 17-4   | Johnny Eduardo     | Decisão (unânime)            | UFC 134: Silva vs. Okami                  | 27/08/2011 | 3     | 5:00  | Rio de Janeiro             |                                    |
| Derrota | 16-4   | Erik Koch          | Nocaute (soco)               | UFC 128: Shogun vs. Jones                 | 19/03/2011 | 1     | 2:32  | Newark, New Jersey         | Estreia no UFC; Estreia nos Galos. |
| Vitória | 16-3   | LC Davis           | Decisão (unânime)            | WEC 52                                    | 11/11/2010 | 3     | 5:00  | Las Vegas, Nevada          |                                    |
| Derrota | 15-3   | Diego Nunes        | Decisão (dividida)           | WEC 49                                    | 20/06/2010 | 3     | 5:00  | Edmonton, Alberta          |                                    |
| Derrota | 15-2   | Urijah Faber       | Finalização (mata leão)      | WEC 46                                    | 10/01/2010 | 3     | 3:49  | Sacramento, California     |                                    |
| Vitória | 15-1   | Yves Jabouin       | Decisão (dividida)           | WEC 43                                    | 10/10/2009 | 3     | 5:00  | San Antonio, Texas         |                                    |
| Vitória | 14-1   | Jameel Massouh     | Decisão (unânime)            | WEC 40                                    | 05/04/2009 | 3     | 5:00  | Chicago, Illinois          | Estreia no WEC.                    |
| Vitória | 13–1   | Joe Pearson        | Nocaute Técnico (socos)      | IHC 12: Resurrection                      | 08/11/2008 | 1     | 0:12  | Chicago, Illinois          |                                    |
| Vitória | 12-1   | Aaron Williams     | Finalização (chave da braço) | AFL: Erupption                            | 07/03/2008 | 1     | 3:22  | Lexington, Kentucky        |                                    |
| Vitória | 11-1   | Kevin Gittemeier   | Decisão (unânime)            | ISCF: Head-On Collision                   | 01/06/2007 | 3     | 5:00  | Rome, Georgia              |                                    |
| Vitória | 10-1   | Tyler Grunwald     | Finalização (triangulo)      | ISCF: Battle of Rome 2                    | 21/04/2007 | 1     | 0:56  | Rome, Georgia              |                                    |
| Derrota | 9-1    | Jeff Curran        | Decisão (majoritária)        | XFO 13: Operation Beatdown                | 11/11/2006 | 3     | 5:00  | Hoffman Estates, Illinois  |                                    |
| Vitória | 9-0    | James Birdsley     | Finalização (mata leão)      | Border Warz                               | 14/10/2006 | 3     | 1:42  | Colorado Springs, Colorado |                                    |
| Vitória | 8-0    | Nick Mamalis       | Finalização (chave de braço) | ROF 26: Relentless                        | 09/09/2006 | 1     | 3:35  | Castle Rock, Colorado      |                                    |
| Vitória | 7-0    | Joe Lauzon         | Finalização (chave de braço) | Absolute Fighting Championships 15        | 18/02/2006 | 2     | 4:37  | Fort Lauderdale, Florida   |                                    |
| Vitória | 6-0    | William McGlothlin | Finalização (guilhotina)     | Full Throttle 4                           | 09/09/2005 | 2     | 3:58  | Duluth, Georgia            |                                    |
| Vitória | 5-0    | Jorge Masvidal     | Decisão (unânime)            | Full Throttle 1                           | 21/04/2005 | 3     | 5:00  | Atlanta, Georgia           |                                    |
| Vitória | 4-0    | Brandon Bledsoe    | Finalização (chave de braço) | ISCF: Compound Fracture 2                 | 04/02/2005 | 1     | 2:31  | Atlanta, Georgia           |                                    |
| Vitória | 3-0    | Chad Lawshe        | Finalização (guilhotina)     | ISCF: Compound Fracture                   | 15/10/2004 | 1     | 0:54  | Atlanta, Georgia           |                                    |
| Vitória | 2-0    | Scott Johnson      | Finalização (chave de braço) | ISCF: Anarchy in August 2                 | 07/08/2004 | 1     | 2:41  | Atlanta, Georgia           |                                    |
| Vitória | 1-0    | Chris Clark        | Nocaute Técnico (socos)      | ISCF: Friday Night Fight                  | 23/01/2004 | 1     | N/A   | Atlanta, Georgia           |                                    |